# 窃明
《窃明》是一部由中国作协会员谢栩文（笔名灰熊猫）创作的架空历史小说。主要描述了现代人黄石回到明朝末年，原本打算推翻明朝，却身不由主地陷入了历史的洪流，为时代所感染，最终成长为一位优秀明军将领的故事。作品荣获由中国作协指导的，中国作家出版集团主办的网络文学十年盘点活动“十佳优秀作品”第四名。

## 内容简介
书叙天津青年黄石，偶然回到明末辽东。最初，主人公和常见“穿越八股”类似，都怀揣着称王称帝的野心。在被军户老张收养后，游走于边境复杂的民族与政权冲突中。先出卖明军细作投靠后金四贝勒皇太极，受赏识后又以此见重于明军叛将孙得功，被孙招为赘婿，负责与后金联络。在“广宁之战”时临阵反戈，破坏了孙得功与后金的计划，使孙全家被杀。黄石得授官百户，差委游击，率部深入敌后，隶东江总镇毛文龙麾下，领兵屯种，编练新式军阵，复金州、旅顺等地，官至都督同知，长生岛副将。在亲眼目睹了辽东惨状后，主人公逐渐对明朝人感同身受起来，放弃了开始的想法，认真地想做一个忠君爱国的军官，由此卷入明末各种事件，在历史洪流中越陷越深。

## 相关争议
作品具有自己独特历史观，民族情绪强烈，对明末党争，文官集团的腐败虚伪，军人地位的低下都有深入描写。并依据明末的幸存史料及流亡日本的朱舜水所作笔记，对浙东史派主导下的官修《明史》提出不同意见，引发争议，满学会会长阎崇年曾予以反驳。

## 出版情况
《窃明》因内容敏感，且影射现实，在中国大陆地区出版时有所删节，在最初连载的起点中文网也已下架。简体版共6册，2008年由南海出版社出版了前2册，2009年由长征出版社出版了后4册。繁体版共7册，2011年由盖亚文化有限公司在台湾出版。据网络流传的照片，《窃明》亦出版有泰文版。

## 主要荣誉
- 2009年，在中国作家协会指导下，进行的网络文学十年盘点活动，由《人民文学》、《当代》、《中国作家》、《十月》等全国20余家期刊代表组成专家组评委会，评选出近十年网络文学的“十佳优秀作品”，《窃明》列第四名[6][7]。
- 2008年，由搜狐网主办，《新京报》、三联书店等单位协办的“读本好书”2008年度评选活动，《窃明》入选“2008非文学类十佳图书”[8]。

## 引用
1. ↑  葛鹃. . 网络文学研究. 2014年, (2014年12期).
2. 1 2  网络文学十年盘点终审组评审专家. . 未成年人网.   [2010年10月13日]. （原始内容存档于2019年9月4日）.
3. ↑  杨晓芳. . 中国新闻出版报. 2008年, (2008年6月23日第004版).
4. ↑  . 搜狐读书.   [2008年6月24日]. （原始内容存档于2008年11月22日）.
5. ↑  .   [2017年6月26日]. （原始内容存档于2019年8月29日）.
6. ↑  . 网易新闻.   [2009年9月26日]. （原始内容存档于2018年11月22日）.
7. ↑  . 苍南新闻网.   [2009年6月26日]. （原始内容存档于2018年11月21日）.
8. ↑  . 搜狐读书.   [2017年6月26日]. （原始内容存档于2015年3月29日）.